# Treeview
Treeview es una empresa uruguaya de desarrollo de software especializada en realidad virtual y realidad aumentada fundada en Montevideo en 2016. La compañía se especializa en el desarrollo de aplicaciones de computación espacial para clientes empresariales a nivel internacional.

## Historia
Treeview fue fundada por Horacio Torrendell cuando tenía 24 años, estableciendo la empresa como un estudio especializado en realidad aumentada y realidad virtual. Torrendell, estudiante de ingeniería de software especializada en desarrollo de videojuegos en la Universidad ORT Uruguay, comenzó su trabajo en realidad virtual en 2014 con el Oculus Rift DK1.
En 2017, la empresa ganó reconocimiento nacional al obtener el primer lugar en el 12° Concurso Nacional de Videojuegos con "Alchemist Defender VR", convirtiéndose en el primer videojuego uruguayo de realidad virtual.

## Clientes y proyectos
Treeview se especializa en el desarrollo de aplicaciones a medida de realidad virtual y realidad aumentada para clientes internacionales de diversos sectores, creando soluciones para dispositivos como Apple Vision Pro, Meta Quest, Magic Leap y Microsoft HoloLens.
Treeview desarrolló un sistema de diagnóstico de dislexia que utiliza lentes de realidad mixta e inteligencia artificial para digitalizar los exámenes tradicionales a un entorno digital controlado.
Treeview también desarrolló una aplicación de esquí con realidad aumentada que permite a los usuarios crear circuitos virtuales y visualizar datos de rendimiento en tiempo real usando lentes Magic Leap 2.
En abril de 2024, Treeview lanzó Inviewer, estableciéndose en la primera empresa latinoamericana en desarrollar una aplicación para Apple Vision Pro. La aplicación ofrece simulaciones científicas en áreas como química y biología, y fue destacada en la App Store de Apple Vision Pro en la categoría de aplicaciones de ciencia.